# Niwki (Pokrzywnica)
Niwki – część wsi Pokrzywnica położona w województwie świętokrzyskim w powiecie starachowickim w gminie Pawłów.
W latach 1975–1998 miejscowość administracyjnie należała do województwa kieleckiego.
Wierni Kościoła rzymskokatolickiego należą do parafii św. Jana Chrzciciela w Pawłowie.